# Minoische Sprache
Das Minoische war eine vorgriechische Sprache auf Kreta, die zu den ägäischen Sprachen gehörte. Es wurde von den Minoern gesprochen und gilt als mutmaßlicher Vorgänger der eteokretischen Sprache. Sie stellt eine Schriftsprache dar, welche ab etwa 1900 v. Chr. bestanden zu haben scheint.
Dennoch bleibt die Einordnung des Minoischen oder möglicherweise auch einer ganzen Gruppe der minoischen Sprachen in eine bestimmte Sprachfamilie bis heute unklar. So wurde es aus linguistischen und teilweise auch aus archäologischen Gründen u. a. mit dem Etruskischen, Nordwestsemitischen, Luwischen oder Hethitischen in Verbindung gebracht.

## Überlieferung
Das Minoische ist hauptsächlich aus den durch den Vergleich mit Linear B einigermaßen lesbaren, aber bis heute fast völlig unverständlichen Inschriften in der Linear-A-Schrift bzw. den weitgehend nicht lesbaren Inschriften in kretischen Hieroglyphen aus der ersten Hälfte des 2. Jahrtausends v. Chr. bekannt. Die meist in Tontafeln geschriebenen Linear-A-Texte verteilen sich über ganz Kreta mit über 40 Fundorten auf der Insel. Die an mehreren Orten gefundene Tafel mit der sogenannten „Libationsformel“ zeigt zudem, dass die Sprache offenbar einheitlich war.

### Die ägyptischen Texte
Aus der 18. Dynastie von Ägypten stammen vier Texte, die Namen und Sprüche in der Keftiu-Sprache enthalten. Sie sind, wie bei nichtägyptischen Texten üblich, in ägyptischer Gruppenschrift verfasst, die eine genauere Aussprache ermöglichen.
- Zauberpapyrus Harris (Papyrus magicus Harris XII, 1–5); Anf. 18. Dynastie: ein Spruch in der Keftiu-Sprache.[5]
- Schreibtafel (B.M. 5647); frühe 18. Dynastie: Schultafel mit Keftiu-Namen.[6]
- Londoner Medizinpapyrus (B.M. 10059); Ende 18. Dynastie: zwei Sprüche gegen Krankheiten (Nr. 32–33).
- Ägäische Ortsnamenliste: einige kretische Ortsnamen.

Anhand dieser Texte kann das phonetische System der minoischen Sprache erschlossen werden, das folgende Phoneme aufweist:
| m | n |   |   |   |
| b | d | ḏ |   |   |
| p | t |   | k | q |
|   | s | š |   | ḥ |
| w | r | j |   |   |
Es versteht sich, dass dies nur Annäherungen ans minoische Lautsystem sind, soweit dies das altägyptische Schreibsystem zulässt. Auffällig ist das Vorhandensein zweier s-Laute (s, š) und zweier Reihen von Plosiven.
Auch bezüglich des Satzbaus wurden mehrere Hypothesen aufgestellt. Der Archäologe Evangelos Kyriakidis vertritt die Ansicht, die in ägyptischen Texten wiedergegebenen Zaubersprüche weisen auf eine OVS-Struktur des Minoischen hin. Demgegenüber meint Brent Davis, gleichfalls Archäologe, die Libationsinschriften deuten eher auf eine Wortstellung Verb-Subjekt-Objekt hin.

## Forschung
Die Erforschung des Minoischen ist aufgrund der Form der erhaltenen Inschriften nicht weit vorangeschritten, da die meisten Texte offenbar Listen darstellen; am ehesten für eine grammatische Analyse eignen sich kurze Libations- bzw. Dedikationsinschriften, die es immerhin erlaubt haben, mehrere in ihrer Funktion unsichere Suffixe zu isolieren. Auch im Bereich des Wortschatzes ist fast nichts bekannt; die einzigen mit Sicherheit bestimmbaren Wörter sind KU-RO „Summe, gesamt“, das am Ende von Listen eine Summe einleitet, KI-RO „fehlend“, das eine fehlende Menge oder ein Defizit anzeigt und KI-KI-NA, das eine Feigensorte bezeichnet. Hinzu kommen einige Ortsnamen, wie PA-I-TO „Phaistos“.
Es werden auch kretische oder griechische Ortsnamen hinzugezogen, um diese Thesen zu untermauern. So werden die griechischen Ortsnamen auf -ssos und -inthos mit anatolischen Ortsnamen auf -ašša oder -anda verglichen. Andererseits wurde versucht, kretische Ortsnamen aus dem Semitischen zu deuten. Demnach soll Kreta zu arab. qaryatu „Stadt“, Knossos zu phöniz. knš „versammeln“ oder die südkretische Ebene Mesara zu akkad. mešurru „Ebene“ gehören.
Die dürftigen grammatischen und lexikalischen Kenntnisse erlauben bislang keine eindeutige Zuweisung. Bisherige Versuche, größere Teile des Vokabulars durch Vergleich mit einer bekannten Sprache zu erschließen, sind von der Mehrzahl der Forscher nicht anerkannt.

## Textbeispiele

### Libationsformel
Aus elf Orten, die sich über ganz Kreta verteilen, ist ein Text bekannt, der nach demselben Muster aufgebaut ist und dieselben Wörter enthält, wobei einige ausgetauscht werden können oder auch leicht verändert werden. Die ausführlichste Libationsformel stammt aus Palaikastro (Ostkreta), zum Vergleich werden noch Varianten vom Bergheiligtum Kophinas (Südkreta) und vom Iouchtas (Zentralkreta) angegeben:
PK 11: A-TA-I-*301-WA-E A-DI-KI-TE-TE DA PI-TE-RI A-KA-O-NE A-SA-SA-RA-ME U-NA-RU-KA-NA-TI I-PI-NA-MI-NA SI-RU-[TE] I-NA-JA-PA-QA
IO 2:  A-TA-I-*301-WA-JA JA-DI-KI-RA JA-SA-SA-RA-[…]-SI I-PI-NA-MA SI-RU-TE TA-NA-RA-TE-U-TI-NU-I-DA
KO: A-TA-I-*301-WA-JA TU-RU-SA-DU-*314-RE I-DA-A U-NA-KA-NA-SI I-PI-NA-MA SI-RU-TE TU-RU-SA
Das Wort (J)A-SA-SA-RA wird oft als Name einer Gottheit betrachtet, und zwar nach einigen der Göttin Astarte oder nach anderen der luwischen Göttin Ḫaššušara, „Königin“.

### Linear A-Tafel aus Agia Triada (16. Jahrhundert v. Chr.)
HT 88
1. A-DU VIR+KA 20 RE-ZA
2. 6 FICUS · KI-KI-NA 7
3. KI-RO · KU-PA3-PA3 1 KA-JU 1
4. KU-PA3-NU 1 PA-JA-RE 1 SA-MA-
5. RO 1 DA-TA-RE 1 KU-RO 6
Erklärung: Nach dem Orts- oder Personennamen A-DU folgt das Logogramm VIR „Mann“, das mit dem Zusatzzeichen KA genauer gekennzeichnet wird, gefolgt von der Zahl 20, also etwa: „Adu: 20 KA-Männer“. RE-ZA kann nicht gedeutet werden, seine Menge wird am Anfang der nächsten Zeile mit 6 angegeben. Dann folgt das Logogram FICUS „Feige“ und nach einem Trennpunkt das Wort KI-KI-NA, das wohl im altgriechischen Wort κεικύνη „Sykomorenfeige“ weiterlebt und somit die Feigensorte genauer angibt, deren Anzahl 7 beträgt. Am Beginn der Zeile 3 steht das Wort KI-RO „fehlend“, dem nach einem Trennpunkt sechs Namen, wohl von Personen, und jeweils dahinter die Zahl 1 folgen. Am Ende der Zeile 5 steht das Wort KU-RO „Gesamtsumme“ und die Angabe 6.